# Aquiles Broutin
Aquiles Broutin (1860-1918) fue un maestro de esgrima y un coleccionista de armas francés, emigrado a España.

## Biografía
Aquiles Broutin (su verdadero nombre: Achille en francés) nació en Metz, Francia en 1860. Hijo de Manuel José Broutin (Emmanuel en francés), maestro de esgrima y de María Luisa Pasquier, modista. Hermano de Claudio Leon Broutin. Dejó la Francia con su familia, a finales de 1863, a causa de un duelo entre su padre Manuel José y una persona próxima de la Corte del Emperador Napoleón III.
Discípulo de su padre Emmanuel (discípulo del mítico Jean-Louis Michel (1785-1865)), fue agregado a la secretaría de la reina Isabel II bajo las órdenes del marqués de Alta Villa. Puso fin a su carrera de maestro de esgrima en el momento de su matrimonio con María de Torres y Kruz (Lisboa 1852-1920 San Sebastián), una portuguesa.
Después de la caída del Segundo Imperio en 1870, volvió a pasar cada invierno en París con su familia y pudo participar así en asaltos de esgrima.
Jinete emérito, historiador cultivado y gran aficionado de las armas, continuó la colección de su padre con adquisiciones particularmente del Hotel Drouot en París. Su viuda María de Torres y Krus legó en 1923, 13.000 piezas al Museo San Telmo de San Sebastián. 
Murió sin descendencia en San Sebastián, de  1918.